# Flughafen George

i7
i11
i13
Der Flughafen George (englisch George Airport, IATA-Code: GRJ, ICAO-Code: FAGG) ist ein Flughafen in George, Südafrika.

## Geschichte
Der Flughafen wurde als eine Kopie des Flughafens Keetmanshoop im Jahre 1977 eröffnet. Früher trug er den Namen P.W. Botha Airport, benannt nach dem ehemaligen südafrikanischen Staatspräsidenten Pieter Willem Botha, der in Wilderness, einem Teil der Gemeinde George lebte.
Im Jahr 2003 hat der Flughafen circa 154.000 Passagiere abgefertigt. Bereits 2004 konnte die Zahl auf 199.000 Passagiere gesteigert werden. Im Geschäftsjahr 2016/17 lag die Zahl der Passagiere bei 738.641.
Die Nationalstraße N2 tangiert südlich das Flughafengelände.
Der Flughafen George wird außerdem als Basis mehrerer Flugschulen genutzt.

## Fluggesellschaften und Ziele
Vom Flughafen fliegen die Gesellschaften Airlink, CemAir und FlySafair nach Johannesburg–OR Tambo, Kapstadt, Durban und Bloemfontein.

## Verkehrszahlen
| Jahr    | Fluggastaufkommen | Flugbewegungen |
| ------- | ----------------- | -------------- |
| 2018/19 | 835.906           | 43.016         |
| 2017/18 | 801.480           | 32.961         |
| 2016/17 | 738.641           | 51.405         |
| 2015/16 | 718.881           | 57.924         |
| 2014/15 | 615.688           | 55.432         |
| 2013/14 | 572.130           | 43.758         |
| 2012/13 | 544.306           | 39.664         |

1. ↑  Die Verkehrszahlen gelten für die Geschäftsjahre, diese enden jeweils am 31. März.

## Zwischenfälle
- Am 1. Juni 2002 stürzte eine Hawker Siddeley HS 748-372 2B der südafrikanischen Airquarius Aviation (Luftfahrzeugkennzeichen ZS-OJU) im Berggebiet 12,4 Kilometer nordöstlich des Flughafens George beim zweiten Anflugversuch in schlechtem Wetter aus etwa 1000 Metern Höhe ab. Alle 3 Insassen, beide Besatzungsmitglieder und der einzige Passagier, auf dem Postflug, kamen ums Leben.[3]

- Am 7. Dezember 2009 rutschte eine Embraer ERJ 135 der South African Airlink bei Nässe über das Ende der Landebahn hinaus auf die Straße R404. Dabei wurden sieben Passagiere sowie der erste Offizier verletzt.[4][5]